# Alain Tourret
Pour les articles homonymes, voir Tourret.
Alain Tourret, né le 25 décembre 1947 à Boppard (Allemagne), est un homme politique français.
Membre successif du Parti radical de gauche et de La République en marche, il est maire de Moult puis de Moult-Chicheboville de 1981 à 2017 et député de la sixième circonscription du Calvados de 1997 à 2002 et de 2012 à 2022. Il a également été vice-président du conseil régional de Basse-Normandie de 2004 à 2012.

## Biographie

### Enfance, études et parcours professionnel
Alain Tourret est le fils de Michel Tourret, officier de cavalerie, et de Odile Durosoy. Il a deux sœurs, Aryel et Brigitte, et quatre frères, Eric, Didier, Christian et Bruno.
Il étudie à la faculté de droit de Caen, où il obtient un diplôme d'études supérieures en histoire du droit (1971). Il y est maître-assistant en histoire du droit et des idées politiques de 1972 à 1982, et s'inscrit comme avocat spécialisé en droit social au barreau de Caen en 1972.
Il épouse le 26 mai 1973, Marie-Hélène O'Neill, artiste-peintre, mère de quatre filles (décédée le 26 novembre 2012). Il vit aujourd'hui avec Caroline de Corbiac, artiste lyrique et professeure de chant, avec qui il est marié depuis 2014.

### Parcours électoral

#### Engagement au Mouvement des Radicaux de Gauche
Convaincu par la lecture du Manifeste radical publié par Jean-Jacques Servan-Schreiber, Alain Tourret adhère au Mouvement des radicaux de gauche en 1972. Proche de Michel Crépeau, il prend la présidence de la fédération du Calvados en 1974.
Vice-président du Parti radical-socialiste (1996-1997) et du Parti radical de gauche (2000-2012), il est chargé successivement des questions internationales, de justice et de sécurité.
Du fait de son soutien à Emmanuel Macron lors de l'Élection présidentielle française de 2017, il est suspendu par le Parti radical de gauche sans toutefois en être exclu.

#### Maire de Moult
Il devient maire de la commune de Moult, située dans le département du Calvados, en 1981. Il a toujours été réélu depuis cette date. Sous son mandat, la commune voit sa population doubler.
En avril 2016, il lance un projet de rapprochement entre Moult et Chicheboville qui forment, le 1er janvier 2017, la commune nouvelle de Moult-Chicheboville. Il en devient le maire le 6 janvier 2017 jusqu'au 18 juillet 2017, date à laquelle il démissionne pour respecter la loi encadrant le cumul des mandats.

#### Conseiller régional de Basse-Normandie
Conseiller régional (MRG) de Basse-Normandie de 1986 à 1992, il est réélu en 2004 après avoir mené au premier tour une liste PRG-Vert unique en France, puis en 2010 sur une liste d'union de la Gauche conduite par le président sortant, Laurent Beauvais (PS).
À l'Assemblée régionale, il a été vice-président chargé de la jeunesse, de la culture, des sports et loisirs, des relations internationales, de la coopération décentralisée et des droits de l'Homme de 2004 à 2010. À nouveau vice-président de la région Basse-Normandie après les élections régionales de 2010, il se voit confier les affaires internationales, les fonds européens, le tourisme et les droits de l'Homme. Il démissionne de son mandat de conseiller régional en juin 2012, comme il s'y était engagé, à la suite de son élection à l’Assemblée nationale.
Militant de la réunification des deux régions administratives de Normandie, il est premier vice-président de l'association de la réunification normande, cofondée avec Hervé Morin, et signe le 26 novembre 2006 le serment d'Épaignes.

#### Député du Calvados
Alain Tourret fait son entrée à l'Assemblée nationale en 1997 en battant René Garrec, hériter politique de Michel d'Ornano, député UDF sortant et président du conseil régional de Basse-Normandie, dans une circonscription qui avait été longtemps le fief électoral d'Olivier Stirn. Lors de son premier mandat, il a attiré l'attention sur lui en bataillant pour la disparition des fonds secrets (cf bibliographie). Il est l'un des pères de la loi pour l'interdiction de l'amiante et l'indemnisation de ses victimes. Il a aussi été cosignataire de la loi instaurant le PACS et rédacteur de la loi relative à la présomption de l'innocence.
Il n'est pas réélu en 2002, et retrouve son siège de député qu'en 2012, prenant sa revanche sur le maire UMP de Vire, Jean-Yves Cousin. À son retour à l'Assemblée, il produit un rapport sur la lutte contre les discriminations dans la fonction publique dans lequel il formule dix propositions.
Orateur du groupe Radical, républicain, démocrate et progressiste, secrétaire de la Commission des lois, il critique l'opposition des responsables religieux auditionnés par l'Assemblée nationale lors du débat concernant l'ouverture du mariage aux couples de personnes de même sexe. Il attaque directement l'église catholique représentée par le cardinal Vingt-Trois en affirmant : « Globalement vous êtes des lobbys. Vous appuyez votre pouvoir sur l'institution du mariage (…) mais à part quelques exceptions, vous vous êtes pratiquement trompés à chaque fois (…) La fracture entre vous autres et l'opinion est totale ».
Il propose un amendement visant à limiter les peines d'emprisonnement aux cas de récidive, lors de la célébration d'un mariage religieux sans mariage civil préalable,. Il participe également à l'examen du projet de loi relatif à l'élection des conseillers départementaux, des conseillers municipaux et des délégués communautaires, et modifiant le code électoral.
Le mercredi 4 décembre 2013, la commission des lois autorise, à l'unanimité, la publication du rapport d'Alain Tourret et Georges Fenech sur la correction des erreurs judiciaires grâce à la révision des décisions pénales. Il dépose une proposition de loi sur ce sujet qui est adoptée à l'unanimité par le Parlement le 11 juin 2014. La veille, le 10 juin 2014, la commission des lois décide de lui confier une nouvelle mission d'information sur la prescription en matière pénale qu'il mène; toujours avec Georges Fenech, jusqu'au 20 mai 2015. Le rapport d'information qui en résulte permettra à Alain Tourret de déposer une nouvelle proposition de loi afin de réformer la prescription pénale qui est définitivement adoptée par le Parlement le 13 février 2017.
Il est candidat aux élections législatives de 2017 sous l'étiquette La République en marche et est réélu le 18 juin avec 68,34%. Membre du groupe La République en marche, il conserve son siège à la commission des Lois.
Il est l'un des conseillers d'Emmanuel Macron sur le chantier de la moralisation de la vie publique et suggère notamment que chaque parlementaire montre patte blanche sur l'utilisation de l'indemnité représentative de frais de mandat (IRFM) auprès de la Haute autorité pour la transparence de la vie publique (HATVP).
Battu par Yaël Braun-Pivet (LREM) pour la présidence de la commission des Lois, il décide de ne pas y siéger temporairement.
En octobre 2021, Alain Tourret annonce qu'il ne sera pas candidat à sa succession lors des prochaines élections législatives. Affaibli par la maladie de Parkinson, l’élu de la majorité présidentielle mettra un terme définitif à sa carrière politique à l’été 2022.

## Polémiques
Début mai 2017, Alain Tourret se fait « pirater » sa boîte mail dans le cadre de l'affaire des Macron Leaks. Il déclare ne pas s'être fait livrer des amphétamines payées en bitcoins à l'Assemblée nationale et prend la décision de porter plainte.
Le 24 mai 2017, à la suite des révélations des Macron Leaks, il est épinglé par Mediapart pour l'utilisation de son indemnité de frais de mandat à des fins personnelles (télévision, billets de cinéma, parties de golf ou encore dépenses dans un Club Med au Sénégal). Alain Tourret reconnaît avoir commis plusieurs « erreurs d’imputation » et affirme qu'il vient de rembourser 16 000 euros de son compte personnel à son compte IRFM,.
Le 19 juillet 2017, Alain Tourret affirme que la loi de moralisation de la vie publique voulue par Emmanuel Macron est extraordinairement dangereuse et s'oppose notamment aux dépôts des notes de frais. Alain Tourret a poursuivi son argumentation, expliquant qu’avec les nouvelles dispositions, entre manger dans un hôtel trois étoiles ou chez McDonald’s, les députés seront contraints de choisir le fast food. « Ça va être le contrôle pour savoir si vous avez déjeuné avec tel industriel, avec tel responsable politique » a-t-il également avancé. Selon le quotidien Sud Ouest, une telle opposition à une mesure portée par le gouvernement pourrait être liée au fait qu'il n'ait pas accédé à la présidence de la commission des lois qu'il convoitait.

## Responsabilités politiques
- 1974 - 2017 : président de la fédération du Calvados du Parti radical de gauche
- 1981 - 2017 : maire de Moult puis de Moult-Chicheboville
- 1986 - 1992 : conseiller régional de Basse-Normandie.
- 1997 - 2002 : député de la sixième circonscription du Calvados.
- 2004 - 2010 : vice-président du conseil régional de Basse-Normandie chargé de la jeunesse, de la culture et du sport.
- 2010 - 2012 : vice-président du conseil régional de Basse-Normandie chargé des relations internationales.
- 2012 - 2022 : député de la sixième circonscription du Calvados.

## Décoration
- Étoile d'or et d'argent de l'ordre du Soleil levant[21]
- 2022 :  Chevalier de la Légion d'honneur[22]

## Ouvrages
- Fonds Spéciaux, primes et autres dérives. Réquisitoire contre l'absence de transparence au sein de l'État, 2002, Éditions Albin Michel
- Blog de Campagne, 2007, Éditions du Petit Chemin
- Plume contre Crayon, 2012, Éditions Arbalète (en collaboration avec Chaunu)
- Lettre ouverte à Manuel Valls, Premier ministre, 2014, Éditions Charles Corlet
- Compte-rendu de mandat 2012-2017, 2017, Éditions Charles Corlet